# Heinz Weis
Heinz Weis (Tréveris, Renania-Palatinado, Alemania, 14 de julio de 1963) fue un atleta alemán, especializado en la prueba de lanzamiento de martillo en la que llegó a ser campeón mundial en 1991.

## Carrera deportiva
En el Mundial de Tokio 1991 ganó la medalla de bronce en el lanzamiento de martillo, con una marca de 80.44 metros, quedando en el podio tras los soviéticos Yuriy Sedykh y Igor Astapkovich.
Y en el Mundial de Atenas 1997 ganó el oro, por delante de ucraniano Andriy Skvaruk y del ruso Vasiliy Sidorenko.